# Algernon Graves
Pour les articles homonymes, voir Graves.
Algernon Graves, né en 1845 à Londres et mort en 1922 dans la même ville, est un historien de l'art britannique et marchand d'art.

## Biographie

### Jeunesse
Algernon Graves, né le 24 février 1845 au 6 Pall Mall à Londres. Il est le second fils de Henry Graves (1806-1892), éditeur d'estampes, et de sa première femme, Mary Squire (morte en 1871).
Il étudie l'allemand à Bonn, en Allemagne, avant de travailler pour la société de son père, Henry Graves & Co., et de faire des recherches pour les catalogues que l'entreprise publie.

### Carrière
Au cours d'une période de convalescence à la suite d'une blessure, Graves a l'idée de créer un catalogue d'œuvres d'art qui est exposé à Londres, à partir de ses longues listes d'artistes et de leurs œuvres qu'il a compilées en travaillant sur d'autres projets.
En 1884, il publie la première édition de son idée, intitulée A Dictionary of Artists who have Exhibited Works in the Principal London Exhibitions from 1760 to 1880. Une deuxième édition suit en 1885 et une troisième en 1901. En 1899, Graves et William V. Cronin publient le premier volume de leurs travaux sur Sir Joshua Reynolds, qu'ils vendent par abonnement. En 1900, un livre de Lord Ronald Gower sur Sir Thomas Lawrence comprend un catalogue de Graves.
Lorsque son père Henry meurt en 1892, Algernon prend la direction de Henry Graves & Company, où il travaille jusqu'à sa retraite en 1907.

### Vie personnelle
Graves épouse la fille du marchand d'art John Clowes Grundy de Manchester, en Angleterre, et ils ont un fils, Herbert Seymour Graves, qui aide Graves avec les éditions ultérieures de la série Dictionary of Artists. Son fils meurt en 1898.
Graves se remarie en 1919 avec Madeline Lilian Sophia Wakeling Walker.

### Mort
Graves meurt en 1922 à Marylebone et est inhumé au cimetière de Brompton à Londres.

## Publications
- . (Full text at Internet Archive), A Dictionary of Artists Who have Exhibited Works, Londres, George Bell and Sons, coll. « in the Principle London Exhibitions of Oil Paintings from 1760 to 1880 », 1884 (lire en ligne)
- The Royal Academy of Arts; a complete dictionary of contributors and their work from its foundation in 1769 to 1904, Londres, Henry Graves and Co. Ltd.; George Bell and Sons, 1905 Volume 1: Abbayne to Carrington; Vol. II Carroll to Dyer; Vol. III Eadie to Harraden; Vol. IV Harral to Lawranson; Vol. V Lawrence to Nye; Vol. VI Oakes to Rymsdyk; Vol. VII Sacco to Tofano; Vol. VIII Toft to Zwecker
- ., Society of Artists of Great Britain, 1760–1791 (and the) Free Society of Artists, 1761–1783, Londres, George Bell & Sons, coll. « A Complete dictionary of contributors and their work from the foundation of the Societies to 1791 », 1907 (lire en ligne)
- "British Institution, 1806–1867" (1908)
- "Summary of and Index to Waagen" (1912)
- "A Century of Loan Exhibitions, 1813–1912" (1913)
- "Art Sales from Early in the Eighteenth Century to Early in the Twentieth Century" (1918 to 1921)